# NGC 2354
NGC 2354 ist ein offener Sternhaufen im Sternbild Großer Hund und hat eine Winkelausdehnung von 18,0' und eine scheinbare Helligkeit von 6,5 mag. Er wurde am 6. März 1785 von Wilhelm Herschel entdeckt.